# 大高インターチェンジ
大高インターチェンジ（おおだかインターチェンジ）は、愛知県名古屋市緑区にある知多半島道路、名四国道（国道23号）のインターチェンジである。

## 名四バイパス「大高インターチェンジ」
| 愛知県道23号のインター入口（大高インター南）  |  | 国道23号大高IC出口への分岐部直上は名古屋高速3号大高線  |
| 愛知県道23号のインター入口 （大高インター南） |  | 国道23号大高IC出口への分岐部 直上は名古屋高速3号大高線 |

北緯35度03分38.5秒 東経136度55分53.0秒 / 北緯35.060694度 東経136.931389度

### 概要
名古屋南ジャンクションと知多半島道路の大高ICの中間に位置し、愛知県道23号東浦名古屋線とランプウェイで結ばれている。四日市方面入口ランプは知多半島道路大高ICへの入口ともなっている。
名古屋高速3号（都心環状方面）とは接続しないため、当該利用者は国道23号経由愛知県道36号諸輪名古屋線で星崎入口に入るか、知多半島道路沿いの大高入口に向かうことになる。

### 接続する道路
- 愛知県道23号東浦名古屋線

### 隣
名四国道（国道23号）
名古屋南IC - 大高IC  - 北頭IC

## 知多半島道路「大高インターチェンジ」

### 概要
知多半島道路の起点となるインターチェンジで、名四国道（国道23号）の上下線と接続している。また、名四国道大高ICの四日市方面へのオンランプは当ICへの流入路も兼ねるため、愛知県道23号東浦名古屋線とも間接的に接続する（出口もオフランプを経て愛知県道23号に間接接続）。
インター構造はトランペット型である。名古屋・桑名方面が直進、知立方面がループ構造である。これに名古屋高速3号大高線が挟み込むように接続するが、これは知多半島道路半田方面と名古屋高速を直通するための連絡路である。構造上、大高IC（知多半島道路）入口から名古屋高速に乗り入れることは出来ない。料金は大高本線料金所（知多半島道路方面）での支払いとなるため、料金所はない。
また、このICから伊勢湾岸自動車道や名古屋第二環状自動車道（名二環）へは行くことができない（該当する車はインターに流入することなく、そのまま一般国道を利用のうえで、大府IC（伊勢湾岸道四日市方面）、豊明IC（伊勢湾岸道豊田方面）、有松IC（名二環上社方面）の各ICから当該高速道路へ流入する）。

### 接続する道路
- 直接接続
  - 名四国道（国道23号）
  - 名古屋高速3号大高線
- 間接接続
  - 愛知県道23号東浦名古屋線（間接接続）

### 隣
E87 知多半島道路
大高IC - 大府西IC

### 施設外観

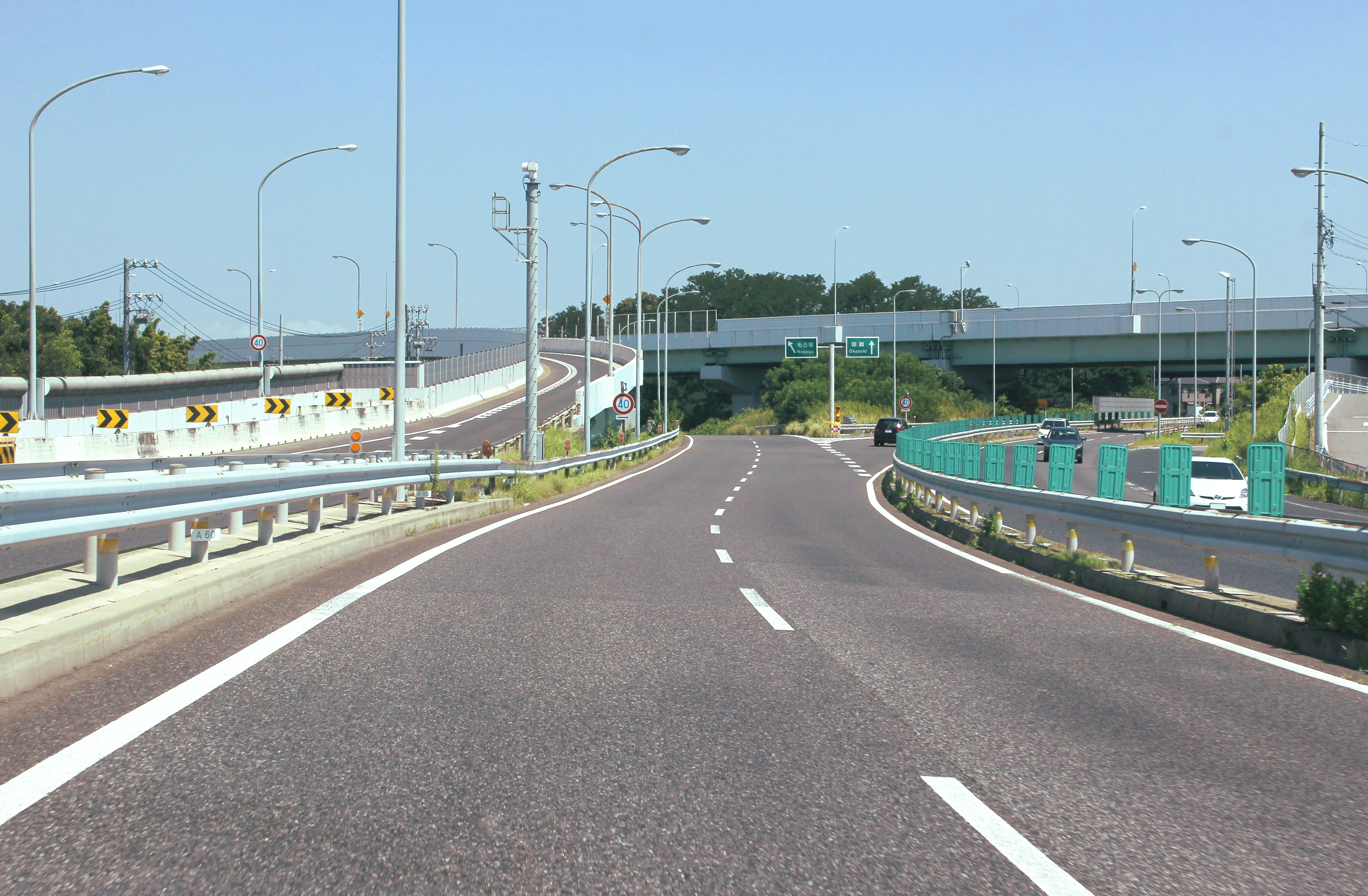
上り終点付近。名四バイパスと名古屋高速へ接続
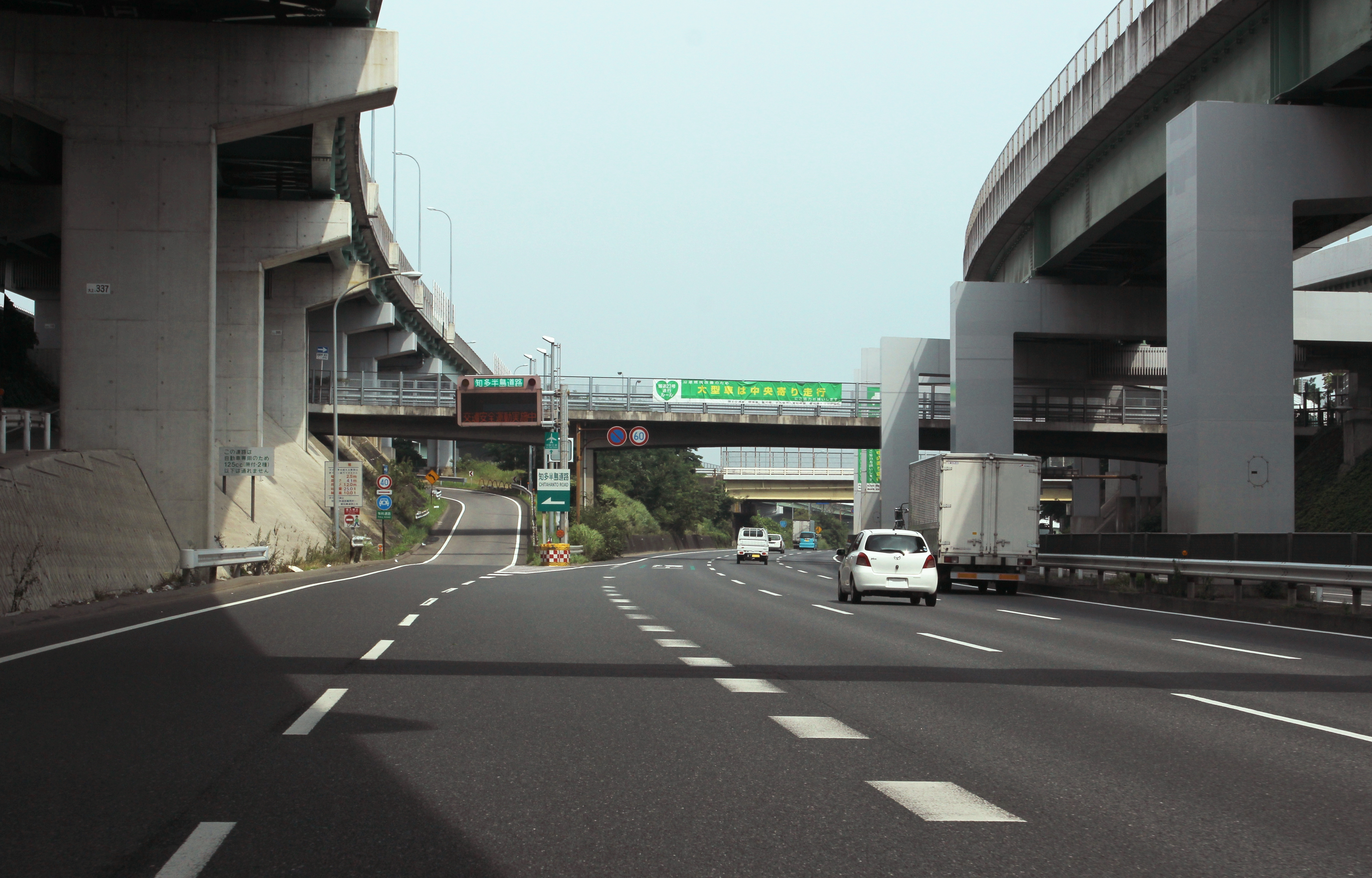
国道23号豊明方面からのIC流入路（左のレーン）。このアプローチ部分は愛知県道23号から名四国道大高ICへの流入路でもある。
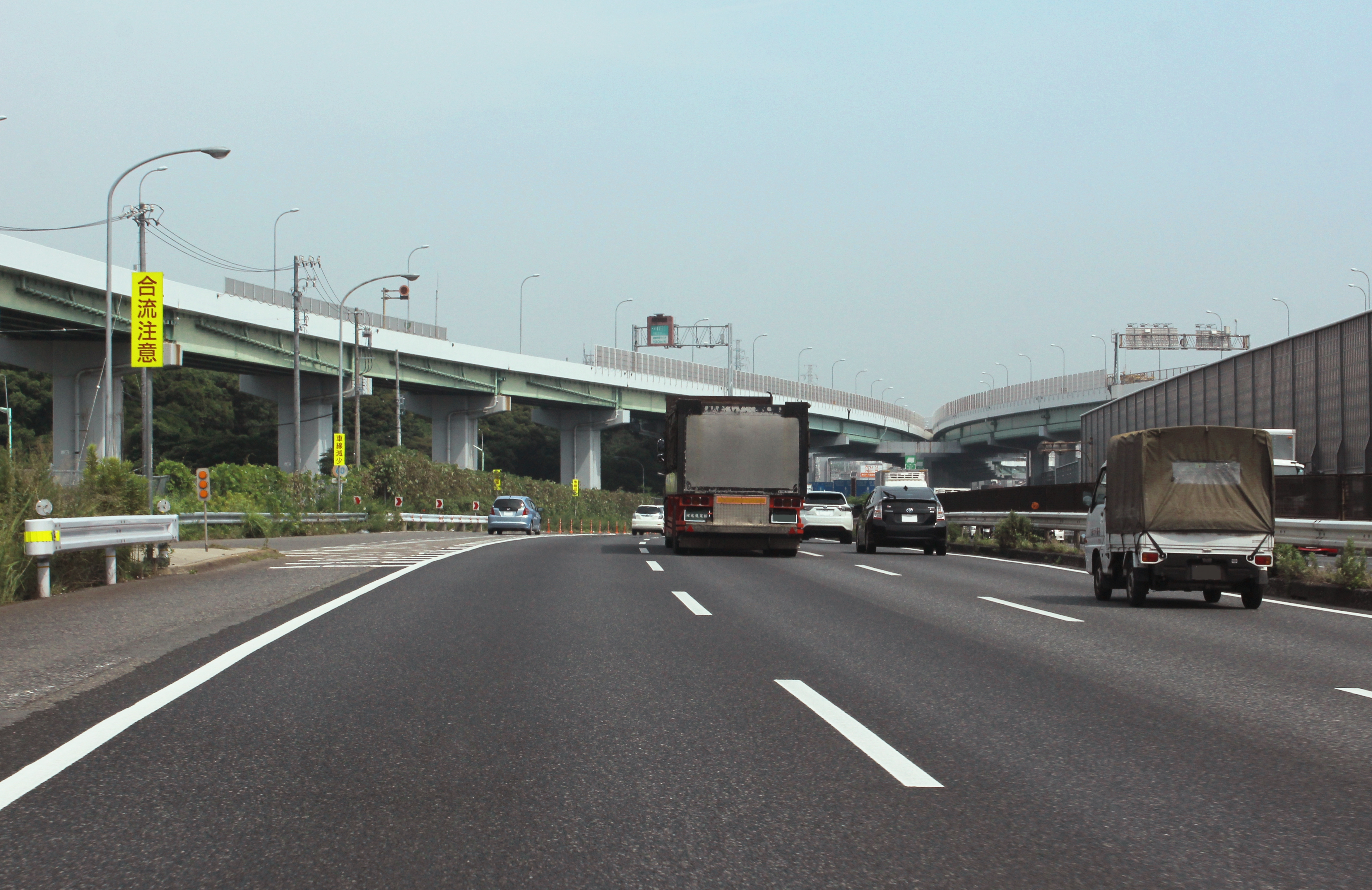
国道23号四日市方面への流出路 奥の二手に分かれる高架道路は名古屋高速3号大高線

## 周辺
- JR東海道本線 南大高駅
- イオンモール大高
- カインズスーパーホームセンター名古屋大高インター店
- 大高緑地
- JR東海道本線 大高駅